# Harry Mainhall
Harry Mainhall (Oakland, 1887 – New York, 14 ottobre 1931) è stato un attore, regista e sceneggiatore statunitense.

## Biografia
Nato in California, Harry Mainhall ebbe una breve carriera cinematografica che iniziò presso la Essanay di Chicago, finendo poi con la Wharton dei fratelli Leopold e Theodore Wharton. Da attore, girò tredici film. Ne scrisse due e ne diresse tre.
Si ritirò dal cinema nel 1915. Morì il 14 ottobre 1931 a Manhattan all'età di 44 anni.

## Filmografia

### Attore
- Twilight - cortometraggio (1912)
- Neptune's Daughter, regia di Theodore Wharton (1912)
- The Voice of Conscience, regia di Theodore Wharton (1912)
- The End of the Feud, regia di Theodore Wharton (1912)
- The Warning Hand (1912)
- Sunshine, regia di Theodore Wharton (1912)
- Fear  (1913)
- The Man Outside (1913)
- The Hand That Rocks the Cradle  (1914)
- One Wonderful Night, regia di E.H. Calvert (1914)
- Bill's Boy, regia di Harry Mainhall (1914)
- At the End of a Perfect Day, regia di George Ade (1915)
- The New Adventures of J. Rufus Wallingford, regia di James Gordon, Leopold e Theodore Wharton (1915)

### Regista
- Stopping the Limited (1914)
- Bill's Boy (1914)
- The Way of His Father  (1914)

### Sceneggiatore
- The Voice of Conscience, regia di Theodore Wharton (1912)
- The Way of His Father, regia di Harry Mainhall (1914)